# Leucauge moheliensis
Leucauge moheliensis är en spindelart som beskrevs av Schmidt och Krause 1993. Leucauge moheliensis ingår i släktet Leucauge och familjen käkspindlar. Inga underarter finns listade i Catalogue of Life.